# Anders Dahl
Anders (Andreas) Dahl (Varnhem, 17 marzo 1751 – Turku, 25 maggio 1789) è stato un botanico svedese, allievo di Linneo. Il genere Dalia è chiamato così in suo onore.

## Biografia
Studiò all'Università di Uppsala. Dopo la laurea lavorò a Göteborg quale curatore dell'orto botanico e museo di storia naturale di proprietà di Claes Alströmer. 
Insieme al collega ed amico Adam Afzelius cooperò alla stesura della nuova edizione de La flora Svedese di Linneo. 
Dahl morì all'età di 38 anni.

### Opere
- 1787 – Observationes botanicae circa systema vegetabilium divi a Linne Gottingae 1784 editum, quibus accedit justae in manes Linneanos pietatis specimen
- 1790 – Horologium Florae in Ny Journal uti Hushållningen